# Bankhaus Grunelius & Co.

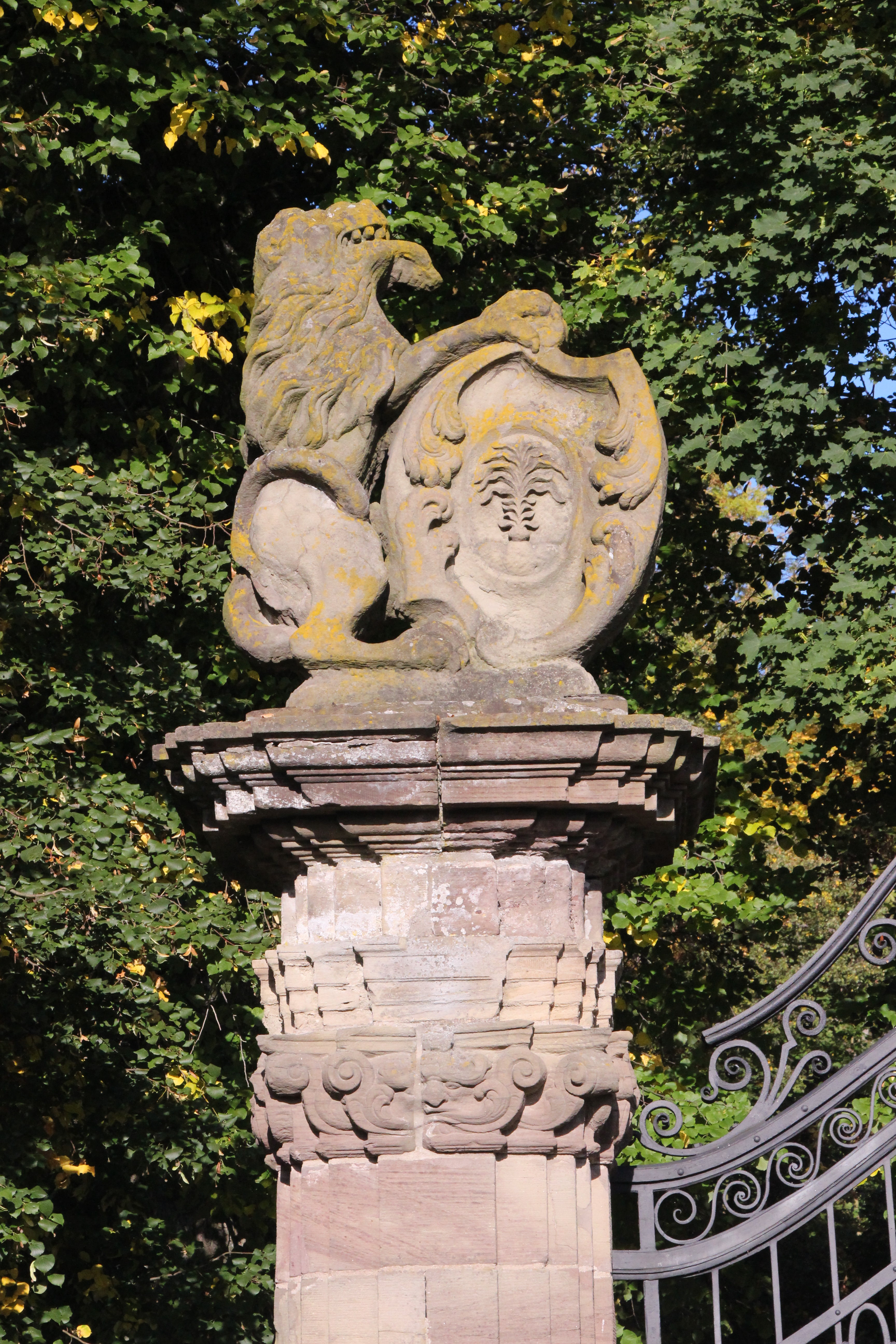
Wappen der Familie Grunelius am Schlosstor in Oberlauringen

Das Bankhaus Grunelius & Co. wurde 1824 in Frankfurt am Main gegründet. Seit den 1920er Jahren konzentrierte es sich auf die Vermögensverwaltung. Nach der Übernahme durch die Deutsche Bank AG wurde das Bankhaus 1997 aufgelöst. Aus dem hinterlassenen Privatvermögen des letzten Inhabers aus der Familie Grunelius entstand 1989 die Ernst Max von Grunelius-Stiftung.

## Geschichte
Nachdem Joachim Andreas Grunelius 1801 als Teilhaber in das Bankhaus Gebrüder Bethmann eingetreten war, gründete er 1824 in Frankfurt am Main sein eigenes Bankhaus Grunelius & Co. mit Sitz im Haus Großen Gallusgasse bzw. -straße 16. Der Schwerpunkt der Bank lag neben der Vermögensverwaltung und den üblichen Bankgeschäften hauptsächlich im Emissionsgeschäft.
So übernahm Grunelius & Co. bereits 1826 zusammen mit der Bank Hope & Co. in Amsterdam die Platzierung einer Staatsanleihe des Russischen Kaiserreichs zu 6 % pro Jahr. Zudem bemühte sich Grunelius & Co., aus der Stadt Frankfurt am Main einen Eisenbahnknotenpunkt zu machen. Dazu schloss sich Joachim Andreas Grunelius 1835 mit anderen interessierten Banken zum s.g. „Eisenbahn-Komitee“ zusammen, das 1836 eine entsprechende Petition dem Senat der Freien Stadt Frankfurt übergab. Nach der raschen Überwindung anfänglicher Widerstände im Senat, erteilte dieser 1838 als erste die Konzession für die Taunus-Eisenbahn.
Außerdem war Grunelius & Co. an bedeutenden Bank-, Börsen- und Unternehmensgründungen beteiligt:
- 1840–1843: Börse Frankfurt
- 1854: Frankfurter Bank
- 1862: Frankfurter Hypothekenbank (heute Teil der Hypothekenbank Frankfurt)
- 1862: Werkzeugmaschinenfabrik Collet & Engelhard in Offenbach am Main
- 1873: Actiengesellschaft Deutsche Gold- und Silber-Scheideanstalt vormals Roessler in Frankfurt (spätere Degussa)
- 1893: Elektrizitäts-AG vormals W. Lahmeyer & Co. (EAG) in Frankfurt
- 1898: Rheinisch-Westfälisches Elektrizitätswerk AG (RWE) in Essen
- 1906: Berg- und Metallbank AG in Frankfurt (seit 1926 Metallbank AG)
- 1910: Main-Kraftwerke AG in Frankfurt-Höchst

Mitglieder der Bankiersfamilie Grunelius beteiligten sich auch als Aufsichtsrats- und Vorstandsmitglieder aktiv an der Führung namhafter Unternehmen. Als Mitglieder der Frankfurter Handelskammer und der Wertpapierbörse wirkten sie bis in die städtische Finanzpolitik.
Trotz der erschwerten Rahmenbedingungen für das private Bankgewerbe nach dem Ersten Weltkrieg und der Hochinflation konnte sich Grunelius & Co. in den 1920er Jahren behaupten, allerdings nicht mehr in der einst bedeutenden Stellung. Die Bank zog sich in eine Nische zurück und konzentrierte sich auf die Vermögensverwaltung.
Während der Luftangriffe auf Frankfurt am Main 1944 wurde der angestammte Geschäftssitz von Grunelius & Co., das Haus Große Gallusstraße 16, völlig zerstört, weswegen die Bank in das Wohnhaus der Familie Grunelius, die 1877 erbaute Villa Grunelius (Untermainkai 26) umzog. Die Bank blieb bis zum Tod von Ernst Max von Grunelius 1987 in Familienbesitz und wurde ab 1989 für fünf Millionen DM stufenweise von der Deutschen Bank übernommen.
Unter Weiterverwendung des bei vermögenden Kunden gut eingeführten Namens Grunelius, betrieb die Deutsche Bank das Bankhaus zunächst als Tochtergesellschaft unter der Firma Grunelius KG Privatbankiers weiter. Nach der vollständigen Übernahme von Grunelius durch die Deutsche Bank 1997 und andauernden Verlusten wurde sie in Deutsche Bank Trust AG umbenannt. 2002 wurde diese Tochtergesellschaft dann aufgelöst und ihr Geschäft in das „Private Wealth Management“ der Deutschen Bank überführt.

## Teilhaber
| Name                              | Lebensdaten | Dauer der Teilhaberschaft |
| --------------------------------- | ----------- | ------------------------- |
| Joachim Andreas Grunelius         | 1776–1852   | 1824–1852                 |
| Moritz Eduard Grunelius           | 1803–1846   | 1829–1846                 |
| Peter Carl von Grunelius          | 1807–1867   | 1829–1867                 |
| Johann Georg (von) Heyder         | 1812–1888   | 1846–1886                 |
| Andreas Adolf von Grunelius       | 1831–1912   | 1854–1912                 |
| Wilhelm Mumm (von Schwarzenstein) | 1830–1866   | 1857–1886                 |
| Eduard von Grunelius              | 1843–1923   | 1868–1923                 |
| (Peter) Carl von Grunelius        | 1858–1911   | 1886–1911                 |
| Max von Grunelius                 | 1870–1963   | 1899–1963                 |
| Emma von Grunelius, geb. von Mumm | 1881–1940   | 1921–1940                 |
| Alexander von Grunelius           | 1903–1998   | 1921–1938                 |
| Ernst Max von Grunelius           | 1901–1987   | 1939–1987                 |
| Edmund Knapp                      |             | 1982–1997                 |
| Walther Leisler Kiep              | 1926–2016   | 1982–1997                 |
| Gerd Schmitz-Morkramer            | * 1937      | 1990–1995                 |
| Jürgen Klepper                    |             | 1990–1995                 |

## Ernst Max von Grunelius-Stiftung
An den seit Bestehen der Bank 1824 zehnten und letzten Inhaber aus der Gründerfamilie, Ernst Max von Grunelius (1901–1987), erinnert die 1989 gegründete Ernst Max von Grunelius-Stiftung. Diese wurde auf Grundlage seines hinterlassenen Privatvermögens errichtet und ist wissenschaftlichen, kulturellen, sportlichen und sozialen Zwecken gewidmet. Sie fördert zahlreiche Frankfurter Einrichtungen, darunter das Städel, die Schirn, das Museum Angewandte Kunst, das Museum für Moderne Kunst, die Kronberg Academy und die Kirchenmusik an der Katharinenkirche. Die Stiftung ist einer der Gründer der ebenfalls 1989 errichteten Frankfurter Bürgerstiftung.

## Familie
Bis 1577 führte die Familie Grunelius den Familiennamen Grünling. Aus Friedberg in der Wetterau stammend, kam die Familie 1688 nach Frankfurt am Main. Ursprünglich Goldschmiede, Tuch- und Wollwarenhändler, entwickelten sie sich zu einer der führenden Patrizierfamilien Frankfurts. Der erste Bankier der Familie war Joachim Andreas Grunelius. 1900 erfolgte die Erhebung in den erblichen preußischen Adelsstand. Dabei wählte die Familie Grunelius unter Ableitung ihres Namens von der Farbe Grün, über die ursprüngliche Namensform Grünling, einen grünen Palmbaum in einem von silber und rot schrägrechts geteilten Schild als Familienwappen (siehe Bild am Schlosstor in Oberlauringen).